# Petra Šimberová
Petra Šimberová (* 24. května 1994) je česká divadelní a filmová herečka.
Hraje v Městském divadle Brno a od roku 2006 účinkovala v dětských rolích v několika filmech.
Od roku 2006 studovala Taneční konzervatoř Brno. Mezi její nejvýraznější role na hudební scéně MdB patří především Sophie v kultovním muzikálu Mamma Mia!. V lednu roku 2019 byla na českém zpravodajském webu Parlamentní listy přirovnána k americké herečce Natalii Portmanové. [zdroj?]

## Ocenění
12. října 2007 získala na 39. ročníku Dětského filmového a televizního festivalu Oty Hofmana v Ostrově cenu Zlatý dudek za nejlepší dívčí herecký výkon za vedlejší roli Veroniky ve filmu
Maharal – Tajemství talismanu (2006).
15. října 2010 získala na 42. ročníku Dětského filmového a televizního festivalu Oty Hofmana v Ostrově cenu Zlatý dudek za nejlepší dívčí herecký výkon za roli Adélky v pohádce
Dům U Zlatého úsvitu (2009).

## Herecké role

### Film
- 2006
  - Maharal – Tajemství talismanu (film a následně televizní seriál) – Veronika
- 2007
  - O kominickém učni a dceři cukráře (televizní film) – Maruška
- 2009
  - Dům U Zlatého úsvitu (televizní filmová pohádka) – Adélka
- 2016
  - Zázračný nos (televizní filmová pohádka) – Adéla

### Divadlo
- Městské divadlo Brno:

| Název inscenace      | Žánr     | Datum premiéry     | Datum derniéry     | Počet repríz                 | Role                                                                                           | Externí odkaz |
| -------------------- | -------- | ------------------ | ------------------ | ---------------------------- | ---------------------------------------------------------------------------------------------- | ------------- |
| Magická flétna       | Muzikál  | 25. března 2006    | 5. dubna 2006      | 14                           | Dítě                                                                                           | MdB           |
| Oliver!              | Muzikál  | 24. září 2005      | 9. února 2008      | 51                           | Sirotek, člen Faginova gangu                                                                   | MdB           |
| Šumař na střeše      | Činohra  | 6. května 2006     | 27. června 2012    | 34                           | Bjelka                                                                                         | MdB           |
| Let snů LILI         | Muzikál  | 24. ledna 2015     | 3. prosince 2015   | 36                           | fialová víla                                                                                   | MdB           |
| Limonádový Joe       | Muzikál  | 22. října 2016     | 17. listopadu 2016 | 36                           | Winnifred                                                                                      | MdB           |
| Děsnej pátek         | Muzikál  | 21. října 2017     |                    | 21 (k datu 22.12.2017)       | Spolužáci Wells, Parker, Laurel, Fotograf, Hlídač, Číšník, Dodavatel ryb, Studenti, Svatebčané | MdB           |
| Mary Poppins         | Muzikál  | 20. listopadu 2010 |                    | 228 (k datu 22.12.2017)      | Panenka                                                                                        | MdB           |
| Chaplin              | Muzikál  | 21. ledna 2017     |                    | 35 (k datu 22.12.2017)       | Gloria, 2. Zdravotní sestra, Štáb A, Reportérka C, 3. Paní, 4. Žena                            | MdB           |
| Horečka sobotní noci | Zpěvohra | 20. leden 2018     |                    | 69 (k datu 13.10.13.10.2024) | Doreen (Comp.)                                                                                 | MdB           |
| Mamma Mia!           | Muzikál  | 19. říjen 2019     |                    | 154 (k datu 13.10.2024)      | Sofie Sheridannová                                                                             | MdB           |

- Národní divadlo Moravskoslezské:
  - JESUS CHRIST SUPERSTAR ( muzikál, 2016-...) Company
  - Josef a jeho úžasně pestrobarevný plášť ( muzikál, 2016- ...) Company

### Reklamy
Petra Šimberová také propůjčila svoji tvář a natočila několik reklamních spotů.